# Подлужье (Глусский район)
Подлу́жье (бел. Падлу́жжа) — деревня в Глусском районе Могилёвской области Республики Беларусь. В составе Катковского сельсовета.

## История
До 2013 года деревня входила в состав Берёзовского сельсовета.

## Население
- 1999 год — 122 человека
- 2009 год — 56 человек
- 2023 год — 22 человека

## Достопримечательность
- Селище, на правом берегу реки Птичь, на восточной окраине деревни Подлужье —  Историко-культурная ценность Республики Беларусь, шифр 513В000420.

## Известные лица
- Николай Адамович Белов (род. 1947) — белорусский государственный деятель.